# Transports en commun de Figeac
Le Bus Figeac est le nom commercial du réseau d'autobus de la ville de Figeac, dans le département du Lot.

## Histoire
Une navette entre le Foirail et la place Champollion existait en 2002.
Le réseau est mis en place le 1er septembre 2003. Gratuit, il se compose alors de 10 lignes régulières et quatre en transport à la demande, et est exploité par les Cars Delbos grâce à 3 Vehixel Cityos 30 et des voitures pour le transport à la demande,.
Le réseau évolue peu, si ce n'est des arrêts ajoutés sur des lignes comme la 10 ; la date de création de la ligne estivale no 11 est inconnue. En novembre 2016, une ligne expérimentale est créée pour desservir l'entreprise Figeac Aero, d'abord réservée aux salariés elle est pérennisée et ouverte à tous les voyageurs en juillet 2018 en devenant la ligne 12.
Le 2 septembre 2019, le réseau est restructuré avec l'extension de la ligne 2 jusqu'au Bout des Crêtes et la réorganisation des lignes 5 et 6. Après quelques ajustements d'arrêts supplémentaires durant les années qui suivent, une nouvelle ligne voit le jour le 1er juillet 2023 : la navette de centre-ville qui fonctionne le samedi à la place des lignes 3, 7 et 8.

## Organisateurs du réseau
La mairie de Figeac dispose de la compétence transport pour l’organisation du réseau depuis sa création en septembre 2003. Si la loi LOM du 24 décembre 2019 retire la compétence mobilités aux communes, ces dernières peuvent le conserver dans certains cas, notamment si elles disposent déjà d’une offre de transport et que la compétence mobilités n’a pas été transféré à l’intercommunalité dont elles sont membre. Dans le cas de Figeac, la Communauté de communes Grand-Figeac ne souhaite pas, par son vote lors du conseil communautaire du 30 mars 2021, récupérer la compétence, ce qui permet à la mairie de voter, lors de son conseil municipal du 31 mai 2021, en faveur du maintien de sa compétence pour l’organisation du réseau. elle reste de fait l’autorité organisatrice du réseau.

## Le réseau

### Les lignes
Le réseau se compose de 12 lignes régulières, :
| No  | Date d'ouverture   | Parcours                          | Parcours                                       | Longueur | Matériel          | Exploitant     |
| No  | Date d'ouverture   | Terminus 1                        | Terminus 2                                     | Longueur | Matériel          | Exploitant     |
| --- | ------------------ | --------------------------------- | ---------------------------------------------- | -------- | ----------------- | -------------- |
| 1   | 1er septembre 2003 | Figeac - Les Jardins de l’Hôpital | Figeac - Neyrac                                | 8,4 km   | Minibus - Midibus | Voyages Delbos |
| 2   | 1er septembre 2003 | Figeac - Les Jardins de l’Hôpital | Figeac - Le Bout des Crêtes                    | 5,1 km   | Minibus           | Voyages Delbos |
| 3   | 1er septembre 2003 | Figeac - Les Jardins de l’Hôpital | Figeac - Vidaillac                             | 2,7 km   | Minibus           | Voyages Delbos |
| 4   | 1er septembre 2003 | Figeac - Les Jardins de l’Hôpital | Figeac - Collège Masbou                        | 5,5 km   | Minibus - Midibus | Voyages Delbos |
| 5   | 1er septembre 2003 | Figeac - Les Jardins de l’Hôpital | Figeac - L'Orée du Bois Panafé                 | 6,7 km   | Minibus           | Voyages Delbos |
| 6   | 1er septembre 2003 | Figeac - Les Jardins de l’Hôpital | Figeac - H.L.M. Bataillé                       | 4,6 km   | Minibus           | Voyages Delbos |
| 7   | 1er septembre 2003 | Figeac - Les Jardins de l’Hôpital | Figeac - Gare SNCF                             | 3,2 km   | Minibus - Midibus | Voyages Delbos |
| 8   | 1er septembre 2003 | Figeac - Les Jardins de l’Hôpital | Figeac - Stade de Londieu                      | 3,2 km   | Minibus - Midibus | Voyages Delbos |
| 9   | 1er septembre 2003 | Figeac - Les Jardins de l’Hôpital | Figeac - Ratier Figeac                         | 7,7 km   | Minibus - Midibus | Voyages Delbos |
| 10  | 1er septembre 2003 | Figeac - Les Jardins de l’Hôpital | Figeac - La Vinadie                            | 15,2 km  | Minibus           | Voyages Delbos |
| 12  | novembre 2016      | Figeac - Aéro Accueil             | Figeac - Le Drauzou                            | 18,4 km  | Minibus           | Voyages Delbos |
| NAV | 1er juillet 2023   | Figeac - Les Jardins de l’Hôpital | Figeac - Les Jardins de l’Hôpital (circulaire) | 5,5 km   | Minibus           | Voyages Delbos |

### Transport à la demande
Le réseau offre 4 lignes à demande.

### Lignes scolaires
Le réseau offre 4 lignes scolaires.

## Exploitation

### État de parc
En novembre 2024, le parc d'autobus du réseau Le Bus Figeac est composé de 8 véhicules dont 2 midibus et 6 minibus.
| Modèle                      | Nombre de véhicules | Numéro de parc | Date de mise en service | Exploitant  |
| --------------------------- | ------------------- | -------------- | ----------------------- | ----------- |
| Dietrich City 29            | 3                   | -              | Juin 2020 - Juin 2024   | Cars Delbos |
| Heuliez GX 127              | 1                   | -              | Août 2009               | Cars Delbos |
| Karsan Jest                 | 1                   | -              | Avril 2019              | Cars Delbos |
| Otokar Vectio C             | 1                   | -              | Juin 2024               | Cars Delbos |
| Vehixel Cytios Advance 4/39 | 2                   | -              | Avril 2012 - Avril 2014 | Cars Delbos |

### Dépôts
Les véhicules sont stationnés au dépôt du délégataire, les Cars Delbos, situé dans la zone d'activités de Lafarrayrie, au sud-ouest de la commune, et plus précisément au numéro 330 de la rue de Lafarrayrie (44° 35′ 49″ N, 2° 00′ 18″ E
).

## Impact socio-économique

### Fréquentation
Le réseau transporte dès sa première année, entre sa création en septembre 2003 et août 2004, 200 000 personnes.